# گری گولاک
گری گولاک (انگلیسی: Gary Gullock؛ زادهٔ ۱ مارس ۱۹۵۸) قایقران روئینگ اهل استرالیا است.